# IPad Pro (第三代)
第三代iPad Pro是一台由蘋果公司所開發、銷售的平板電腦。2018年10月30日，蘋果在紐約發佈第三代iPad Pro。第三代iPad Pro採用全新設計，螢幕大小為11吋及12.9吋，使用全螢幕、Face ID、類似iPad第一代的方正外觀、USB-C接頭與A12X仿生處理器，儲存空間最高達到1TB，是第一款提供1TB配置的iOS装置。此外，Apple Pencil與Smart Keyboard也被更新到第2代。

## 時間線
|  |